# Birdingbury
Birdingbury is een civil parish in het bestuurlijke gebied Rugby, in het Engelse graafschap Warwickshire met 362 inwoners.